# 4245-ös busz
A 4245-ös jelzésű autóbuszvonal egy Tokaj és Gávavencsellő között közlekedő helyközi járat, amelyet a Volánbusz Zrt. üzemeltet Rakamaz érintésével.

## Útvonala
Tokaj vasútállomásáról indul. A 38-as főútra hajt ki, majd a Tisza és a Bodrog folyók találkozásánál található hídon áthajt. Keleti irányban hagyja el a borsodi várost és Borsod-Abaúj-Zemplén megyét is. Első település Rakamaz, a vasútállomására csak kettő tanítási napokon induló nem tér ki. A helyszín a vonalnak felező végállomása, Tokajról, illetve Tokajig csak kevés járat közlekedik. Timár község felé tart, majd a szomszédos Szabolcsra, iskolájánál is végállomásozik néhány iskolai járat. 2 kilométerrel arrébb található a révvel rendelkező Balsa, majd 2 percen belül Gávavencsellő nagyközségre érkezik a forda. Temetőjénél van a vonalnak vége.
Ellentétes irányban útvonala változatlan.

## Közlekedése
Indításszáma átlagos, Rakamazon Szerencs és Nyíregyháza felé vasúti kapcsolat biztosított minden esetben.
| Útvonal                              | Indításszám     | Közlekedési rend                              |
| ------------------------------------ | --------------- | --------------------------------------------- |
| Tokaj, vá. – Szabolcs, isk.          | 1 oda, 2 vissza | tanítási napokon                              |
| Tokaj, vá. – Gávavencsellő, temető   | 2 oda, 3 vissza | tanítási napokon                              |
| Tokaj, vá. – Gávavencsellő, temető   | 1 vissza        | tanszünetben munkanapokon                     |
| Rakamaz, vá. – Gávavencsellő, temető | 3 oda, 2 vissza | tanítási napokon                              |
| Rakamaz, vá. – Gávavencsellő, temető | 4 pár           | tanszünetben munkanapokon                     |
| Rakamaz, vá. – Gávavencsellő, temető | 3 pár           | szabadnapokon                                 |
| Rakamaz, vá. – Gávavencsellő, temető | 3 pár           | munkaszüneti napokon                          |
| Rakamaz, vá. – Gávavencsellő, temető | 2 pár           | munkaszüneti napokon (kiv. tanévben vasárnap) |

## Megállóhelyei
| 0                                                          | Tokaj, vasútállomás végállomás             | 0.0 km  | 3853, 3874, 3885, 3892, 4243 Tokaj InterCity, személyvonat – Tokaj [100c]              |
| 1                                                          | Tokaj, gimnázium                           | 0.8 km  | 3807, 3808, 3853, 3874, 3885, 3892, 3895, 3896, 4243                                   |
| Tanítási napokon 2 indítás érinti, de a vasútállomást nem. |                                            |         |                                                                                        |
| ∫                                                          | Rakamaz, Kossuth utca                      | ∫       | 4243, 4246                                                                             |
| 2                                                          | Rakamaz, Szent István utca 127.            | 5.4 km  | 4243, 4246                                                                             |
| 3                                                          | Rakamaz, városháza                         | 5.9 km  | 1449 3881, 4243, 4246                                                                  |
| 4                                                          | Rakamaz, vasútállomás vonalközi végállomás | 6.7 km  | 1449 3881, 4243, 4244, 4246 gyorsvonat, Tokaj InterCity, személyvonat – Rakamaz [100c] |
| 5                                                          | Rakamaz, városháza                         | 7.5 km  | 1449 3881, 4243, 4246                                                                  |
| 6                                                          | Rakamaz, Szent István utca 127.            | 8.0 km  | 4243, 4246                                                                             |
| 7                                                          | Rakamaz, Kossuth utca                      | 8.5 km  | 4243, 4246                                                                             |
| 8                                                          | Rakamaz, Nyár utca                         | 9.0 km  | 4243, 4246                                                                             |
| 9                                                          | Timár, Szabadság utca 2.                   | 10.9 km | 4243, 4246                                                                             |
| 10                                                         | Timár, temető                              | 11.6 km | 4243, 4246                                                                             |
| 11                                                         | Timár, Kossuth utca                        | 12.4 km | 4243, 4246                                                                             |
| 12                                                         | Szabolcs, Szabolcsvezér utca 55.           | 14.4 km | 4243, 4246                                                                             |
| 13                                                         | Szabolcs, autóbusz-váróterem               | 14.9 km | 4243, 4246                                                                             |
| Tanítási napokon 3 indítás érinti (itt végállomásozók).    |                                            |         |                                                                                        |
| ∫                                                          | Szabolcs, iskola vonalközi végállomás      | ∫       | –                                                                                      |
| 14                                                         | Balsa, Szabolcsvezér utca                  | 17.5 km | 4243, 4246, 4249                                                                       |
| 15                                                         | Balsa, orvosi rendelő                      | 18.0 km | 4243, 4246, 4249                                                                       |
| 16                                                         | Balsa, Rákóczi utca 2.                     | 18.7 km | 4243, 4246, 4249                                                                       |
| 17                                                         | Gávavencsellő, Toldi Miklós utca           | 19.9 km | 4201, 4243, 4246, 4249                                                                 |
| 18                                                         | Gávavencsellő, Dózsa György utca 56.       | 20.7 km | 4201, 4243, 4246, 4249                                                                 |
| 19                                                         | Gávavencsellő, községháza                  | 21.4 km | 4201, 4243, 4246, 4249                                                                 |
| 20                                                         | Gávavencsellő, Hősök tere                  | 22.6 km | 4201, 4243, 4246, 4249                                                                 |
| 21                                                         | Gávavencsellő, temető végállomás           | 23.1 km | 4243                                                                                   |